# Byun Baek-hyun
Byun Baek-hyun (koreanska: 변백현), mer känd under artistnamnet Baekhyun,  född 6 maj 1992 i Bucheon, är en sydkoreansk sångare, låtskrivare och skådespelare. Han är medlem i det sydkoreanska pojkbandet Exo, Exos undergrupp Exo-CBX, samt medlem i och ledare för det sydkoreanska pojkbandet SuperM. Han debuterade som soloartist 2019 med EP:n City Lights.

## Biografi

### Bakgrund
Baekhyun inspirerades bli sångare när han som barn såg k-popartisten Rain på TV. Utöver sång ägnade han sig även åt kampsport och har svart bälte i hapkido. Han antogs av SM Entertainment 2011, efter att en rekryterare från agenturen hörde honom värma upp rösten inför ett inträdesprov till en högskola och föreslog att han skulle gå på en audition. Bara några månader senare debuterade han som medlem i SM:s nybildade pojkband Exo.

### 2012–2015: Exo
Medlemmarna i Exo offentliggjordes stegvis under perioden december 2011 till februari 2012. Baekhyun var en av sångarna som framförde Exos första singel "What Is Love", och presenterades som medlem i och med singelns utgivning 30 januari 2012. Baekhyun tillhörde Exos delgrupp Exo-K, som gjorde sin officiella debut i det sydkoreanska musikprogrammet Inkigayo 8 april 2012.
Mellan februari och december 2014 var Baekhyun en av fyra progamledare för Inkigayo tillsammans med Exo-medlemmen Suho, Kwanghee från ZE:A och skådespelaren Lee Yu-bi. I juni 2014 gjorde Baekhyun sin musikaldebut i Singin' in the Rain, där han spelade huvudrollen som Don Lockwood. Hans första sololåt "Beautiful" utkom i april 2015. Låten fungerade som ledmotiv för den webbaserade dramaserien Exo Next Door och toppade flera sydkoreanska listor, bland annat på landets största musiktjänst Melon.

### 2016–2018: SM Station och Exo-CBX
Baekhyuns och Suzys duett "Dream" utkom 7 januari 2016. Singeln uppnådde en så kallad all-kill genom att toppa alla de åtta stora sydkoreanska listorna samtidigt. "Dream" tog även två förstaplatser i musikprogrammet Music Bank och tre förstaplatser i Inkigayo. 13 maj 2016 utkom singeln "The Day", ett samarbete mellan Baekhyun och K.Will för musikprojektet SM Station.
I augusti 2016 gjorde Baekhyun sin skådespelardebut med en biroll i det historiska dramat Moon Lovers: Scarlet Heart Ryeo, där han spelade en medlem av den kungliga familjen. Han framförde även låten "For You" på dramats soundtrack, tillsammans med Exo-medlemmarna Chen och Xiumin. I november och december 2016 spelade Baekhyun League of Legends i första upplagan av SM Super Celeb League, en turnering ledd av SM Entertainment. Baekhyun och Heechul från Super Junior ledde motsatta lag och spelade tillsammans med såväl professionella spelare som fans från Sydkorea och Kina.
Exos undergrupp Exo-CBX, bestående av Exos medlemmar Chen, Baekhyun och Xiumin debuterade med EP:n Hey Mama! 31 oktober 2016. EP:n nådde första plats på den amerikanska Billboard World Albums-listan.
Duetten "Rain", av Baekhyun och Soyou från Sistar, släpptes 13 februari 2017 och uppnådde en all-kill. 14 april utkom Baekhyuns singel "Take You Home" genom SM Station.
Baekhyun framförde den sydkoreanska nationalsången vid öppnandet av den Internationella olympiska kommitténs möte i Pyeongchang 5 februari 2018. Modemärket Privé inledde ett samarbete med Baekhyun under 2018 och lanserade streetwearkollektionen Privé by BBH med början från 1 juli.
Singeln "Young", ett samarbete mellan Baekhyun och rapparen Loco utkom 31 augusti 2018 genom SM Station. Singeln placerade sig fjärde på Billboard World Digital Song Sales-listan och nådde första plats på iTunes singellista i 12 länder. Första veckan i oktober 2018 uppnådde Baekhyun plats 84 på Billboards rankning av artistpopularitet, Artist 100-listan, vilket var den högsta position som uppnåtts av en koreansk soloartist. Under en vecka i augusti och en vecka i oktober placerade han sig även andra på Billboards Social 50-lista, som rankar musiker baserat på deras popularitet på sociala media.

### 2019–idag: Solodebut medCity Lights,SuperM och värvning
Baekhyuns första soloalbum, EP:n City Lights, utkom 10 juli 2019. Albumet nådde första plats på iTunes lista i 66 länder. City Lights toppade Gaons albumlista veckan 7–13 juli samt den månatliga albumlistan för juli. Med 508 321 sålda kopior satte albumet även nytt rekord på Gaon för antal album en soloartist sålt på en månad. Albumets huvudsingel "UN Village" vann förstaplatser i musikprogrammen Music Bank och Music Core.
I augusti 2019 presenterade SM Entertainment sin nybildade supergrupp SuperM, ett projekt skapat i samarbete med Capitol Music Group och avsett att huvudsakligen marknadsföras i USA. Gruppen bestod av medlemmar handplockade från SM:s existerande pojkband, däribland Baekhyun och Kai från Exo. De övriga medlemmarna valde Baekhyun till ledare för gruppen. SuperM debuterade med EP:n SuperM 4 oktober 2019 och placerade sig på första plats på Billboard 200-listan.
"UN Village" gav Baekhyun utmärkelsen bästa manliga artist på Mnet Asian Music Awards 4 december 2019. City Lights gav honom en bonsang för bästa album på Golden Disc Awards 5 januari 2020. Billboard utnämnde City Lights till ett av årets bästa k-popalbum.
Baekhyun medverkade på Bol4:s singel "Leo" som utkom 7 maj 2020. Baekhyuns andra solo-EP Delight, med singeln Candy, utkom 25 maj 2020.
Den 3 januari 2021 höll Baekhyun sin första solokonsert, Baekhyun: Light, i digitalt format eftersom personliga konserter inte var möjliga på grund av begränsningar relaterade till COVID-19 pandemin. Konserten sändes via Beyond Live, och lockade 110 000 tittare från 120 länder . En dag senare släppte han "Get You Alone", den ledande singeln från sin självbetitlade debut-japanska EP Baekhyun, som släpptes den 21 januari. EP har certifierats som guld av Recording Industry Association of Japan.   Den 30 mars släppte Baekhyun sin fjärde EP Bambi och dess ledande singel med samma namn,  hans senaste släpp innan han anslöt sig till Sydkoreas obligatoriska militärtjänst. Albumet Bambi ersatte hans album Delight som det mest förbeställda albumet av en soloartist i Sydkorea med sina 833.000 förbeställda exemplar. Det debuterade ovanpå Gaon Album Chart och är Baekyuns andra koreanska album i rad som har sålt över 1 miljon exemplar. 

## Diskografi

### EP-album
- 2019: City Lights
- 2020: Delight
- 2021: Baekhyun
- 2021: Bambi

### Singlar

#### Som huvudartist
- 2017: "Take You Home"[a]
- 2019: "UN Village", från EP:n City Lights
- 2020: "Candy", från EP:n Delight
- 2021: "Bambi", från EP:n Bambi

#### Samarbeten
- 2016: "Dream", med Suzy
- 2016: "The Day", med K.Will
- 2017: "Rain",[b] med Soyou
- 2018: "Young", med Loco
- 2021: "Hurt", med Seo Moon Tak

#### Som medverkande artist
- 2020: "Leo",[c] med Bol4

### Soundtrack
- 2015: "Beautiful",[d] för Exo Next Door
- 2016: "For You",[e] med Chen och Xiumin för Moon Lovers: Scarlet Heart Ryeo
- 2020: "My Love",[f] för Dr. Romantic 2[g][48]
- 2020: "On the Road",[h] för Hyena[49]

## Filmografi

### TV-program
- 2014: Inkigayo
- 2017: Master Key[50]
- 2019: Five Cranky Brothers (괴팍한 5형제)

### Dramaserier
- 2012: To the Beautiful You[i] (cameoroll)[51]
- 2015: Exo Next Door[j]
- 2016: Moon Lovers: Scarlet Heart Ryeo[k]